# Eisenbahnbehörde
Eine Eisenbahnbehörde ist ein staatliches Organ, das entweder den Verwaltungskörper eines staatlichen Eisenbahnbetriebes bildet oder die Aufsicht über ein privates oder auch staatliches Eisenbahnunternehmen führt. Man unterscheidet hiernach Eisenbahnverwaltungsbehörden und Eisenbahnaufsichtsbehörden. Die Verwaltungsbehörden der Staatseisenbahnen hatten teilweise auch Aufsichtsbefugnisse.

## Deutschland
In Deutschland ist nach § 5 des Allgemeinen Eisenbahngesetzes (AEG) der Bund zuständig für die Eisenbahnaufsicht über die bundeseigenen Eisenbahnen. Die Aufsicht über die nichtbundeseigenen Eisenbahnen ist zwischen Bund und Ländern geteilt; nach der Grundkonzeption wären hier die Länder zuständig, jedoch ist der Bund mittlerweile für jene nichtbundeseigene Eisenbahnen zuständig, die nach dem Recht der Europäischen Union eine Sicherheitsgenehmigung oder eine Sicherheitsbescheinigung benötigen oder die als Eisenbahnverkehrsunternehmen (EVU) mit Sitz im Ausland in Deutschland tätig werden. Die Unterscheidung zwischen bundeseigenen Eisenbahnen und nichtbundeseigenen Eisenbahnen geht auf Art. 87e GG zurück.
Soweit die Eisenbahnaufsicht dem Bund zukommt, ist das Eisenbahn-Bundesamt (EBA) die zuständige Eisenbahnaufsichtsbehörde. Die Länder Hessen, Niedersachsen, Berlin, Bremen und Hamburg nehmen die ihnen zukommende Eisenbahnaufsicht selbst wahr, die anderen Bundesländer haben auch die Landeseisenbahnaufsicht dem Eisenbahn-Bundesamt übertragen.
Die Aufgaben der Eisenbahnaufsicht sind in den §§ 5 und 5a AEG („Aufgaben und Befugnisse der Eisenbahnaufsichtsbehörden“) näher bestimmt.

### Geschichte
Nach dem Stand von 1911/1912 waren im Deutschen Reich die Eisenbahnbehörde als Aufsichtsbehörde das Reichseisenbahnamt; die Landeseisenbahnverwaltungsbehörden in den einzelnen Bundesstaaten meist eine (General-) oder mehrere Direktionen.
In Preußen waren die Eisenbahnbehörden die Direktionen, die dem Ministerium der öffentlichen Arbeiten unterstellt waren; unter ihnen die Betriebs-, Maschinen-, Telegraphen-, Verkehrsinspektionen.
Daneben wurde das staatliche Aufsichtsrecht wahrgenommen
- in Preußen für die Privatbahnen in unterer Instanz von den Präsidenten der Königlichen Eisenbahndirektionen;
- in Bayern von dem Ministerium des königlichen Hauses und des Äußern, für die Privatbahnen in erster Instanz von den Kreisregierungen;
- in Württemberg von dem Ministerium der auswärtigen Angelegenheiten, für die Privatbahnen in erster Instanz von der Generaldirektion der Staatseisenbahnen;
- in Sachsen von dem Ministerium des Innern für Tarif- und Fahrplanwesen und im Übrigen von dem Finanzministerium, für die Privatbahnen außerdem durch besondere Kommissionen (Kreis- oder Amtshauptleute, bez. technisch gebildete Staatseisenbahnbeamte);
- in Baden und Hessen vom Finanzministerium, bez. durch besondere Kommissare,
- und in Elsaß-Lothringen für die Privatbahnen von der Abteilung IV. des Ministeriums für Elsaß-Lothringen, während die oberste staatliche Aussicht über die Reichseisenbahnen in Elsaß-Lothringen zugleich von deren oberster Verwaltungsbehörde, dem Reichsamt für die Verwaltung der Reichseisenbahnen in Elsaß-Lothringen, ausgeübt wurde.[4]

In ähnlicher Weise war den vorgenannten staatlichen Aufsichtsbehörden zugleich die oberste Leitung der Verwaltung der Staatsbahnen in den betreffenden Ländern übertragen.

## Österreich
In Österreich wird als Eisenbahnbehörde die zur Ausübung der Aufsicht zuständige Stelle verstanden. Zuständige Aufsichtsbehörde für Hauptbahnen ist jeweils der für Verkehr zuständige Bundesminister als Oberste Eisenbahnbehörde, konkret besorgt aktuell die Gruppe IV/E im Bundesministerium für Klimaschutz, Umwelt, Energie, Mobilität, Innovation und Technologie diese Aufgabe. Hinsichtlich der Nebenbahnen, der Straßenbahnen und der nicht-öffentlichen Eisenbahnen ist gemäß § 12 Eisenbahngesetz 1957 teilweise die Oberste Eisenbahnbehörde, jedoch überwiegend der jeweilige Landeshauptmann zuständige Eisenbahnbehörde. Die nach dem Eisenbahnrecht der Europäischen Union von der Nationalen Sicherheitsbehörde wahrzunehmenden Aufgaben liegen bei der Obersten Eisenbahnbehörde.
Einzelne Zuständigkeiten weist das Eisenbahngesetz anderen Behörden zu, so insbesondere die Regulierung des Schienenmarktes der Schienen-Control Kommission. Diese anderen Behörden werden jedoch nicht als Eisenbahnbehörde bezeichnet.

### Geschichte
Durch die 1852 erlassene Eisenbahn-Betriebs-Ordnung wurde eine Generalinspektion der österreichischen Eisenbahnen als Eisenbahnaufsichtsbehörde errichtet, die von den für die Eisenbahnverwaltung zuständigen Direktionen der Staatseisenbahnen und der privaten Eisenbahnen getrennt war. Im Jahr 1919 wurde die Generalinspektion aufgelöst, ihre Zuständigkeiten gingen auf das Staatsamt (später: Bundesministerium) für Verkehrswesen über. Die Verwaltung der Staatseisenbahnen wurde 1923 auf den neugeschaffenen Wirtschaftskörper Österreichische Bundesbahnen übertragen, während die Eisenbahnaufsicht beim Bundesministerium verblieb. Die Bundesbahnen waren jedoch weiterhin auch an der Aufsicht beteiligt, denn nach dem Bundesbahngesetz konnte das Bundesministerium für die Beurteilung eisenbahntechnischer Fragen besonders autorisierte Angestellte der Österreichischen Bundesbahnen zu Sachverständigen bestellen.
Nach dem „Anschluss“ wurden die Österreichischen Bundesbahnen in die Deutsche Reichsbahn eingegliedert; diese war Eisenbahnaufsichts- und Eisenbahnverwaltungsbehörde. Nach der Wiedererlangung der Unabhängigkeit im Jahr 1945 blieb das deutsche Recht vorläufig in Geltung. Das Behörden-Überleitungsgesetz sah vor, dass eine im Bundesministerium für Verkehr und Handel einzurichtende Generaldirektion der Österreichischen Staatseisenbahnen (später: Bundesbahnen) die Verwaltung der Eisenbahnen des Bundes und die Aufsicht über die privaten Eisenbahnen übernehmen soll.
Durch das Eisenbahngesetz 1957 wurde das österreichische Eisenbahnrecht neu geordnet und gilt seither auch wieder für Straßen- und Seilbahnen. Das Gesetz überträgt die Eisenbahnaufsicht – außer über Material- und Kleinseilbahnen – auf den für das Verkehrswesen jeweils zuständigen Bundesminister. Da das Behörden-Überleitungsgesetz unberührt blieb, nahm die Generaldirektion der Österreichischen Bundesbahnen weiterhin im Auftrag des Bundesministers die Eisenbahnaufsicht wahr.
Die Wiederherstellung einer Trennung zwischen Eisenbahnverwaltung und Eisenbahnaufsicht erfolgte durch das Bundesbahngesetz 1969, das die Österreichischen Bundesbahnen (ÖBB) in einen selbständigen Wirtschaftskörper umwandelte, die Eisenbahnaufsicht jedoch beim Bundesminister beließ. Daran änderte auch die Umwandlung der ÖBB in eine privat-rechtliche Gesellschaftsform durch das Bundesbahngesetz 1992 nichts mehr. Durch Novellen zum Eisenbahngesetz 1957 wurden Teile der Eisenbahnaufsicht in mehreren Schritten auf die Länder und Bezirke übertragen, etwa 1992 für die Anschluss- und Straßenbahnen und 2002 für die Nebenbahnen. Die ÖBB hatten mehrfach vergeblich die Rückübertragung der Zuständigkeiten zumindest für die dem Eisenbahnrecht der Europäischen Union unterliegenden Nebenbahnen auf den Bundesminister gefordert. Seit dem Inkrafttreten des Seilbahngesetzes 2003 umfasst der Begriff der Eisenbahnaufsicht nicht mehr die Aufsicht über Seilbahnen.

## Schweiz
In der Schweiz ist in Art. 10 des Eisenbahngesetzes das Bundesamt für Verkehr als Aufsichtsbehörde bestimmt. Die Zuständigkeiten und Aufgaben der Behörde sind ebenfalls im Eisenbahngesetz geregelt.

## Japan
In Japan gab es das Eisenbahnministerium. Es war für den Betrieb der staatlichen Eisenbahnen im Japanischen Kaiserreich verantwortlich.

## Luxemburg
In Luxemburg ist die Nationale Sicherheitsbehörde im Sinne der Richtlinie 2004/49/EG und des Gesetzes vom 22. Juli 2009 die Administration des Chemins de Fer.
Regulierungsstelle im Sinne der Richtlinie 2012/34/EU und des Gesetzes vom 6. Juni 2019 ist das Institut Luxembourgeois de Régulation.

## Vereinigte Staaten
In den Vereinigten Staaten ist die zuständige Aufsichtsbehörde in Eisenbahnangelegenheiten die Federal Railroad Administration.